# 페테르부드러운털쥐
페테르부드러운털쥐(Praomys petteri)는 쥐과에 속하는 설치류의 일종이다. 카메룬과 중앙아프리카공화국, 콩고에서 발견된다. 자연 서식지는 아열대 또는 열대 기후 지역의 습윤 저지대 숲이다.

## 특징
작은 설치류로 몸통 길이는 74~143mm이고 꼬리 길이는 99~165mm, 발 길이는 24~28mm, 귀 길이는 15~22mm, 몸무게는 최대 61g이다. 털은 부드럽다. 등 쪽은 짙은 갈색이고 배 쪽은 회색빛 흰색이다. 귀 바깥 테두리가 흰 털로 덮여 있다. 핵형은 2n=42, FN=62이다.

## 생태
야행성 동물이고 부분적으로 나무 위에서 생활한다.

## 분포 및 서식지
카메룬 남부와 중앙 아프리카 공화국 남서부, 콩고 남서부에 널리 분포한다. 알려진 두 지역 사이에서도 서식하는 것으로 추정된다. 해발 최대 500m 이하의 저지대 열대 우림에서 서식한다. 교란된 서식지에서도 발견되는지는 알려져 있지 않다.